# 世界三大流動性火山
世界三大流動性火山（せかいさんだいりゅうどうせいかざん）とは、マグマの粘性が低い玄武岩質の火山のうち、主たるとされる三火山を指す言葉。「世界三大流動性火山」は、伊豆大島が発祥であり、海外での使用例はない。主に伊豆大島内で観光面でのキャッチフレーズ的に使われているが、伊豆大島では郷土史、理科など学校教育でもこの言葉を用いていた。伊豆大島では今後使用をやめる動きがある。
下記の3つの活火山のこととされる。
- 日本、伊豆大島・三原山
- アメリカ合衆国、ハワイ州・キラウエア火山
- イタリア、ストロンボリ火山

出典は不明であるが、戦後になって使われるようになったらしいことから、玄武岩溶岩流流出とストロンボリ式噴火が起きた1950−51年噴火がきっかけで使われるようになった可能性がある。流動性火山という言葉は火山学では使われておらず、また玄武岩質マグマを噴出する火山として伊豆大島より規模が大きく有名な火山は他にも多いなどの理由により、学術的にはまったく意味はない。